# Onyx Grand Prix
Onyx Grand Prix (Monteverdi Onyx Formula One) a fost o echipă de Formula 1, care a concurat în Campionatul Mondial între 1989 și 1990.

## Palmares în Formula 1
| Sezon | Piloți                                                                    | Puncte | Loc clasament general |
| ----- | ------------------------------------------------------------------------- | ------ | --------------------- |
| 1990  | Stefan Johansson (2 curse); Gregor Foitek (8 curse) / JJ Lehto (10 curse) | 0      | -                     |